# Lough Carra
Der See Lough Carra (auch Gara; irisch: Loch Ceara) liegt im County Mayo im Westen der Republik Irland und hat eine Größe von etwa 1560 ha. Er ist ungefähr 10 km lang und schwankt in der Breite zwischen 400 m und drei Kilometern. Er liegt nordöstlich des Lough Mask, mit dem er durch den Keel Canal verbunden ist.

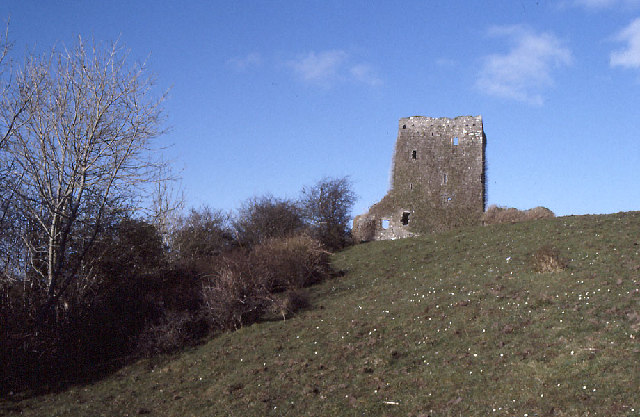
Castleburke: Ruine eines Tower Houses am nördlichen Ende des Sees, östlich Ballintubber

Er ist der größte Mergelsee in Irland. Seen waren nach der Eiszeit in Irland verbreitet, aber viele versumpften oder vermoorten im Laufe der Zeit. Das Wasser des Sees stammt hauptsächlich aus Quellen, seine Tiefe liegt bei 1,5 bis 3,0 m. Nur das „Schwarze Loch“ (am Archaeological Trail) ist etwa 18,0 m tief und von großem Interesse. Sein zerfranster Umriss erzeugt Halbinseln und Dutzende von Inseln. Durch die Enge zwischen Church Island und dem Promontory Fort Doon Castle wird der See fast zweigeteilt. Das westliche Ufer liegt im Kalksteingebiet. Die Reinheit und Farbe des Wassers wird vom Mergel produziert. Die Kreide verhindert den Wuchs aquatischer Vegetation, sogar Schilf ist selten. Lough Carras Flora ist von internationaler Bedeutsamkeit und die Vogelwelt ist – ähnlich der des Burren – von zoologischem Interesse.
Der irische Dichter George Moore (1852–1933) ist auf der Insel Castle Island im Lough Carra beigesetzt.
In der Nähe des Sees liegen Ballintubber Abbey und die Kirchen der Karmeliten Priory von Burriscarra, an denen der Archaeological Trail ebenso wie an Doon entlangführt.